# L'Épine (Marne)
Pour les articles homonymes, voir L'Épine.
L'Épine est une commune française, située dans le département de la Marne en région Grand Est.

## Géographie
| Saint-Martin-sur-le-Pré | Saint-Étienne-au-Temple | La Cheppe  |
| Châlons-en-Champagne    | L'Épine                 |            |
| Saint-Memmie            |                         | Courtisols |

### Hydrographie

#### Réseau hydrographique
La commune est traversée par la ligne de partage des eaux entre les régions hydrographiques « la Seine de sa source au confluent de l'Oise (exclu) » et « la Seine du confluent de l'Oise (inclus) à l'embouchure » au sein du bassin Seine-Normandie. Elle est drainée par la Vesle,.
La Vesle, d'une longueur de 139 km, prend sa source dans la commune de Somme-Vesle et se jette dans l'Aisne à Ciry-Salsogne, après avoir traversé 52 communes. 

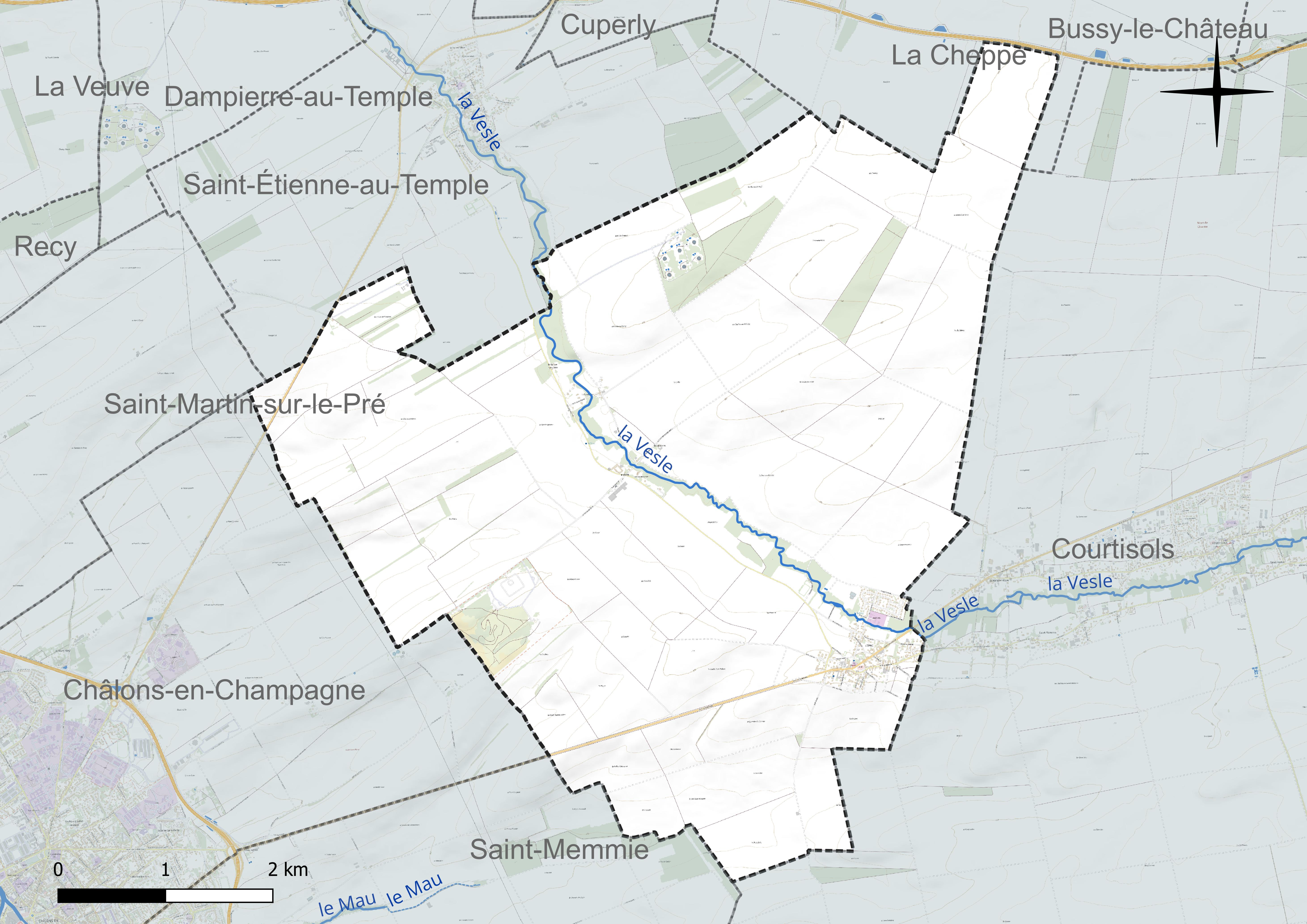
Réseau hydrographique de l'Épine.

#### Gestion et qualité des eaux
Le territoire communal est couvert par le schéma d'aménagement et de gestion des eaux (SAGE) « Aisne Vesle Suippe ». Ce document de planification, dont le territoire s’étend sur 3 096 km2 répartis sur trois départements (Aisne, Marne et Ardennes) et deux régions (Champagne-Ardenne et Picardie), a été approuvé le 16 décembre 2013. La structure porteuse de l'élaboration et de la mise en œuvre est le Syndicat d’aménagement des bassins Aisne Vesle Suippe (SIABAVES). 
La qualité des cours d’eau peut être consultée sur un site dédié géré par les agences de l’eau et l’Agence française pour la biodiversité. 

### Climat
Pour des articles plus généraux, voir Climat du Grand Est et Climat de la Marne.
En 2010, le climat de la commune est de type climat océanique dégradé des plaines du Centre et du Nord, selon une étude du Centre national de la recherche scientifique s'appuyant sur une série de données couvrant la période 1971-2000. En 2020, Météo-France publie une typologie des climats de la France métropolitaine dans laquelle la commune est exposée à un climat océanique altéré et est dans la région climatique  Nord-est du bassin Parisien, caractérisée par un ensoleillement médiocre, une pluviométrie moyenne régulièrement répartie au cours de l’année et un hiver froid (3 °C). 
Pour la période 1971-2000, la température annuelle moyenne est de 10,6 °C, avec une amplitude thermique annuelle de 16,2 °C. Le cumul annuel moyen de précipitations est de 714 mm, avec 11,9 jours de précipitations en janvier et 8,4 jours en juillet. Pour la période 1991-2020, la température moyenne annuelle observée sur la station météorologique de Météo-France la plus proche, « Somme-Vesle », sur la commune de Somme-Vesle à 9 km à vol d'oiseau, est de 10,7 °C et le cumul annuel moyen de précipitations est de 782,0 mm. 
La température maximale relevée sur cette station est de 41,5 °C, atteinte le 25 juillet 2019 ; la température minimale est de −17,6 °C, atteinte le 21 février 1994,,. 
Les paramètres climatiques de la commune ont été estimés pour le milieu du siècle (2041-2070) selon différents scénarios d'émission de gaz à effet de serre à partir des nouvelles projections climatiques de référence DRIAS-2020. Ils sont consultables sur un site dédié publié par Météo-France en novembre 2022.

## Urbanisme

### Typologie
Au 1er janvier 2024, L'Épine est catégorisée commune rurale à habitat dispersé, selon la nouvelle grille communale de densité à sept niveaux définie par l'Insee en 2022.
Elle appartient à l'unité urbaine de Courtisols, une agglomération intra-départementale regroupant deux  communes, dont elle est une commune de la banlieue,,. Par ailleurs la commune fait partie de l'aire d'attraction de Châlons-en-Champagne, dont elle est une commune de la couronne,. Cette aire, qui regroupe 97 communes, est catégorisée dans les aires de 50 000 à moins de 200 000 habitants,.

### Occupation des sols
L'occupation des sols de la commune, telle qu'elle ressort de la base de données européenne d’occupation biophysique des sols Corine Land Cover (CLC), est marquée par l'importance des territoires agricoles (90,9 % en 2018), une proportion sensiblement équivalente à celle de 1990 (90,8 %). La répartition détaillée en 2018 est la suivante : 
terres arables (89,2 %), forêts (4,5 %), milieux à végétation arbustive et/ou herbacée (2,1 %), zones urbanisées (1,7 %), zones agricoles hétérogènes (1,7 %), zones industrielles ou commerciales et réseaux de communication (0,8 %). L'évolution de l’occupation des sols de la commune et de ses infrastructures peut être observée sur les différentes représentations cartographiques du territoire : la carte de Cassini (XVIIIe siècle), la carte d'état-major (1820-1866) et les cartes ou photos aériennes de l'IGN pour la période actuelle (1950 à aujourd'hui).

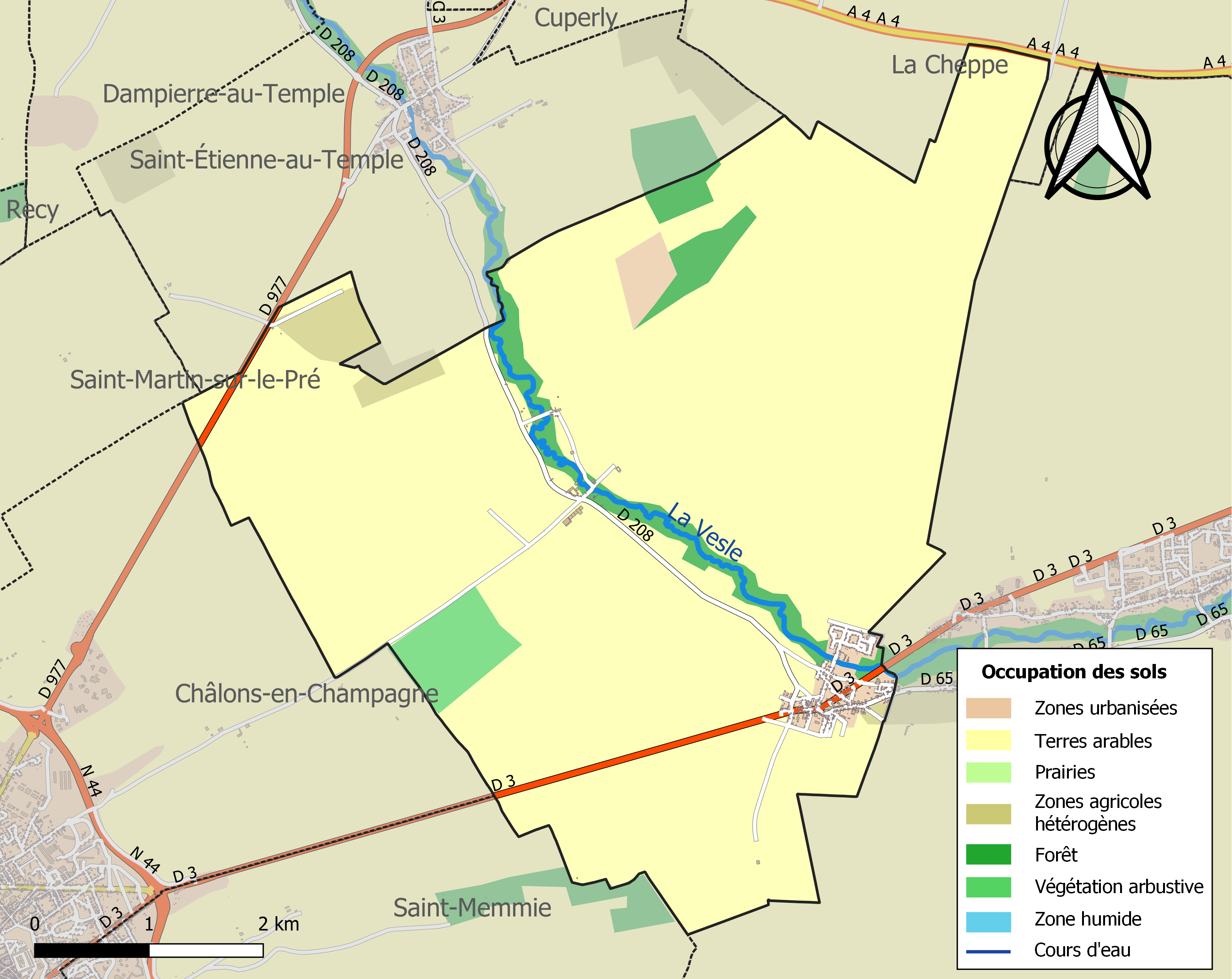
Carte des infrastructures et de l'occupation des sols de la commune en 2018 (CLC).

## Toponymie
Le nom de la localité est attesté sous les formes Sainte-Marie à l'Espine (vers 1230) ; « Apud Cortisor, in capite dicte ville, subtus ecclesiam Beate Marie » (1270) ; « In finagio Beate Marie de Spina, de Cortisor » (1271) ; « Apud Cortisor au chié dicte ville versus ecclesiam Beate Marie » (1273) ; « Ecclesia Beate Marie de Cortisex dicta à l'Espine » (1288) ; Ecclesia Beate Marie de Spina (1341) ; Capellania Sancte Marie de Spina (1405) ; Nostre-Dame de l'Espine (1486) ; « Prioratus cura Beate Virginis de Spina » (1511) ; L'Espine (1531) ; Spina (1542) ; L'Espine (1720) ; N.-D. de l'Epine (XVIIIe siècle).

Lieu planté d'aubépine ou épine blanche. De grande longévité cette aubépine était souvent utilisée comme limite entre deux propriétés.

## Histoire
Le village s'est développé au XVe siècle près du lieu de la découverte par un berger d'une statue de la Vierge dans un buisson au printemps 1400, point de départ d'un pèlerinage régional. L'endroit s'appelait déjà l'Épine, il faisait partie de la paroisse de Melette (au nord) mais était plus proche de Courtisols (à l'est). Une grande église gothique y fut bâtie et le village fut érigé en paroisse en 1458.

## Politique et administration
| Période                                  | Période                      | Identité           | Étiquette | Qualité                         |
| ---------------------------------------- | ---------------------------- | ------------------ | --------- | ------------------------------- |
| Les données manquantes sont à compléter. |                              |                    |           |                                 |
|                                          | 1876                         | Caqué              |           |                                 |
| 1877                                     |                              | Gobillard          |           |                                 |
| avant 1981                               | ?                            | Jean-Paul Pérardel |           |                                 |
| mars 2001                                | En cours (au 4 juillet 2014) | Jean-Pierre Adam   |           | Réélu pour le mandat 2014-2020, |

## Population et société

### Démographie
L'évolution du nombre d'habitants est connue à travers les recensements de la population effectués dans la commune depuis 1793. Pour les communes de moins de 10 000 habitants, une enquête de recensement portant sur toute la population est réalisée tous les cinq ans, les populations de référence des années intermédiaires étant quant à elles estimées par interpolation ou extrapolation. Pour la commune, le premier recensement exhaustif entrant dans le cadre du nouveau dispositif a été réalisé en 2007.

En 2022, la commune comptait 676 habitants, en évolution de +8,68 % par rapport à 2016 (Marne : −1,19 %, France hors Mayotte : +2,11 %).
| 1793 | 1800 | 1806 | 1821 | 1831 | 1836 | 1841 | 1846 | 1851 |
| ---- | ---- | ---- | ---- | ---- | ---- | ---- | ---- | ---- |
| 423  | 471  | 467  | 425  | 437  | 449  | 443  | 436  | 442  |

| 1856 | 1861 | 1866 | 1872 | 1876 | 1881 | 1886 | 1891 | 1896 |
| ---- | ---- | ---- | ---- | ---- | ---- | ---- | ---- | ---- |
| 461  | 413  | 422  | 385  | 425  | 478  | 426  | 396  | 412  |

| 1901 | 1906 | 1911 | 1921 | 1926 | 1931 | 1936 | 1946 | 1954 |
| ---- | ---- | ---- | ---- | ---- | ---- | ---- | ---- | ---- |
| 343  | 324  | 308  | 268  | 269  | 287  | 280  | 284  | 279  |

| 1962 | 1968 | 1975 | 1982 | 1990 | 1999 | 2006 | 2007 | 2012 |
| ---- | ---- | ---- | ---- | ---- | ---- | ---- | ---- | ---- |
| 287  | 291  | 321  | 613  | 631  | 648  | 645  | 645  | 593  |

| 2017 | 2022 | - | - | - | - | - | - | - |
| ---- | ---- | - | - | - | - | - | - | - |
| 644  | 676  | - | - | - | - | - | - | - |

### Cultes
Pour le culte catholique, L'Épine dépend de la paroisse Sainte-Marie aux Sources de la Vesle, au sein du diocèse de Châlons-en-Champagne.

### Médias
La presse écrite régionale comprend le quotidien L'Union et l'hebdomadaire L'Hebdo du vendredi.
En 1991, Radio L'Épine est fondée par le diocèse de Châlons-en-Champagne sous l'impulsion de l'évêque Lucien-Emile Bardonne. Elle rejoint le réseau Radio chrétienne francophone en 1996, devenant RCF Radio L'Épine, puis RCF Marne et Meuse et RCF Cœur de Champagne. Son siège est à Châlons-en-Champagne.
Parmi les autres stations de radio locales, il est possible de citer Ici Champagne-Ardenne et Champagne FM.

## Économie
- Agriculture intensive.

## Culture locale et patrimoine

### Lieux et monuments

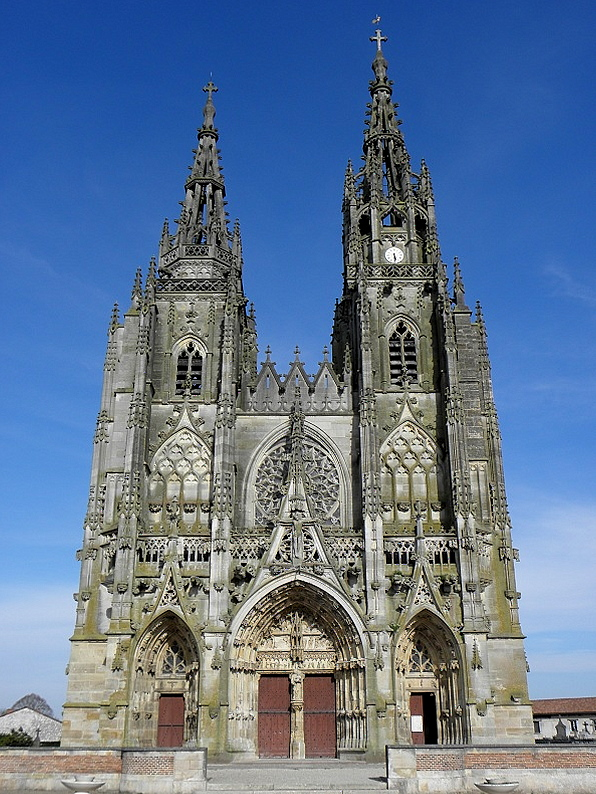
La basilique Notre-Dame de l'Épine.

La grande basilique Notre-Dame de L'Épine, de style gothique flamboyant, installée au milieu d'un village de moins de 700 habitants, est remarquable. La construction a débuté en 1406. Elle constitue un lieu de pèlerinage depuis le Moyen Âge. L'édifice a été bâti grâce à la générosité des pèlerins. On peut voir un saint Jacques de Compostelle en bois du xvie siècle.
Le point sur l'histoire de Notre-Dame-de-L'Épine a été fait à l'occasion du colloque des 600 ans de la construction. Les actes sont parus en novembre 2007. Elle fait partie du Patrimoine mondial de l'UNESCO.

### Héraldique
| Armes de L'Épine | Les armes de la commune se blasonnent ainsi : d'azur semé d'épines d'argent à la fleur de lys d'or brochante, surmontée d'une double divise potencée et contre-potencée du même brochante aussi. |